# Limotettix taramus
Limotettix taramus är en insektsart som beskrevs av Medler 1958. Limotettix taramus ingår i släktet Limotettix och familjen dvärgstritar. Inga underarter finns listade i Catalogue of Life.